# Juca Mulato
Juca Mulato (1917) é um dos primeiros livros de poesia publicados pelo poeta brasileiro Menotti Del Picchia. Publicado em 1917, antes da Semana de 22, Juca Mulato lançou Menotti no mundo literário, sendo reproduzido em jornais de todo o Brasil, fazendo do autor um nome nacional.

## Tema
Juca Mulato conta sobre o caboclo Juca, trabalhador de uma fazenda, descrito nos primeiros versos como em estado de comunhão com a natureza, que sente uma "cisma" - sentimento de inadequação racial, aumentado desde o dia em que flagra a filha da patroa o contemplando.
A personagem integra o rol de tipos populares rurais, desenhados por escritores e artistas desde o final do século XIX, assemelhando-se pelo sentimentalismo, ao violeiro caipira de Almeida Júnior e pelo aspecto de desolação, ao Jeca de Monteiro Lobato. Juca Mulato insere-se em uma corrente de primitivismo que começa com O Guarani de José de Alencar e vai até Jubiabá de Jorge Amado.